# Kanton Mèze
Kanton Mèze (francouzsky Canton de Mèze) je francouzský kanton v departementu Hérault v regionu Languedoc-Roussillon. Tvoří ho sedm obcí.

## Obce kantonu
- Bouzigues
- Gigean
- Loupian
- Mèze
- Montbazin
- Poussan
- Villeveyrac